# Siniec-Cegielnia
Siniec-Cegielnia (deutsch Ziegelei Groß Blaustein) ist ein kleiner Ort in der polnischen Woiwodschaft Ermland-Masuren und gehört zur Gmina Srokowo (Drengfurth) im Powiat Kętrzyński (Kreis Rastenburg).

## Geographische Lage
Siniec-Cegielnia liegt in der nördlichen Mitte der Woiwodschaft Ermland-Masuren, zwölf Kilometer nordöstlich der Kreisstadt Kętrzyn (deutsch Rastenburg).

## Geschichte
Die Ziegelei Groß Blaustein war bis 1928 ein Wohnplatz innerhalb des Gutsbezirks Groß Blaustein, der dann in der Landgemeinde Blaustein aufgegangen ist. Im Jahre 1905 zählte die Ziegelei Groß Blaustein acht Einwohner.
1945 wurde in Kriegsfolge der Ort Ziegelei Groß Blaustein gemeinsame mit dem gesamten südlichen Ostpreußen an Polen überstellt und erhielt die polnische Namensform „Siniec-Cegielnia“. Heute ist er „część wsi Siniec“ („ein Teil des Dorfes Siniec“) innerhalb der Landgemeinde Srokowo (Drengfurth) im Powiat Kętrzyński (Kreis Rastenburg), bis 1998 der Woiwodschaft Olsztyn, seither der Woiwodschaft Ermland-Masuren zugehörig.

## Kirche
Bis 1945 war die Ziegelei Groß Blaustein in die evangelische Kirche Schwarzstein  (polnisch Czerniki) in der Kirchenprovinz Ostpreußen der Kirche der Altpreußischen Union sowie in die katholische St.-Katharinen-Kirche Rastenburg im damaligen Bistum Ermland eingepfarrt.
Heute gehört Siniec-Cegielnia zur katholischen Pfarrei Srokowo im jetzigen Erzbistum Ermland, außerdem zur evangelischen Johanneskirche Kętrzyn mit der Filialkirche Srokowo in der Diözese Masuren der Evangelisch-Augsburgischen Kirche in Polen.

## Verkehr
Siniec-Cegielnia liegt östlich der Woiwodschaftsstraße 650 und ist von Siniec aus auf direktem Wege zu erreichen. Eine Bahnanbindung besteht nicht.